# Harry Bosch
Pour les articles homonymes, voir Harry Bosch (série télévisée) et Bosch.
Hieronymus « Harry » Bosch est un personnage de fiction, inspecteur dans la police municipale de Los Angeles (LAPD), créé par l'auteur de romans policiers Michael Connelly.
Il est interprété par Titus Welliver dans la série Harry Bosch, puis dans les spin-off Bosch: Legacy et Ballard.

## Histoire du personnage

### Passé
Né en 1950, Harry Bosch est fils de l'avocat Michael Haller (qui est également le père de Mickey Haller Jr, l'avocat de La Défense Lincoln, du Verdict du plomb et de Volte-face), et de Marjorie Lowe, une prostituée. Son nom exact est Hieronymus Bosch, en souvenir du peintre hollandais du xve siècle, « Harry » n'étant que le diminutif américanisé de son prénom.
Alors qu'il était encore très jeune, sa mère est assassinée dans une ruelle (il reprendra cette affaire après être devenu policier au LAPD). Il est alors placé dans un foyer. Il va de famille d'accueil en famille d'accueil, toutes le ramenant au foyer, car il est trop « difficile. » Lorsqu'il quitte le foyer, il est dans un premier temps livré à lui-même. Puis, à 17 ans, il s’engage dans l’US Army et il participe à la guerre du Viêt Nam, période pendant laquelle il est un « rat des tunnels » au sein de la 1re division d'infanterie.
Il entre par la suite dans la police de Los Angeles où il enquêtera aux côtés de Jerry Edgar et Kizmin Rider et se frottera à de nombreux criminels et tueurs en série.
Il a une fille, Madeline dite « Maddie », née en 1998 et dont la mère est Eleanor D. Wish, un ancien agent fédéral. Après ses études, Maddie s'est inscrite à l'Académie de police de Los Angeles.
Il est gaucher, tout comme son créateur. Tout comme lui également, c'est un grand fan de jazz, notamment du saxophoniste Art Pepper.

### Psychologie
- Si vous ne connaissez pas le sujet, laissez ce bandeau (vous pouvez alors contacter les auteurs).
- Si vous supprimez le contenu mis en cause (vous pouvez préalablement contacter les auteurs),

argumentez précisément cette suppression dans la page de discussion
(un manque de référence n'est pas un argument ; une recherche réelle de référence doit avoir été effectuée, être formellement documentée).
Comme de nombreux enquêteurs typiques du genre roman noir ou hard-boiled, Harry Bosch est en proie à des démons. 
Ses oppositions à sa hiérarchie, trop politisée à son goût ou qui n'a pas les mêmes exigences que lui, menacent plusieurs fois sa carrière.  Son expérience d'orphelin à onze ans, né de père inconnu, et de la guerre du Viêt Nam, fondent sa personnalité.
Bosch est défini dès le premier roman, Les Égouts de Los Angeles, comme un homme d'institutions : aide sociale à l'enfance, foyers pour jeunes, familles d'accueil, armée puis police.
Il découvre sa famille au fil des romans : sa fille dont il apprend l'existence quand elle a quatre ans, et son demi-frère, après avoir lui-même identifié son père au cours d'une enquête menée en free-lance. C'est un père très protecteur qui se sent beaucoup plus vulnérable dans son travail depuis qu'il sait qu'il a un enfant. Dans ses histoires d'amour, il semble attiré par des femmes qui ont une fêlure secrète (Eleanor Wish, Rachel Walling...).
Bosch a pour viatique une  morale inflexible.« Tout le monde compte ou personne » est sa devise. Il met le même acharnement à résoudre le meurtre d'anonymes et celui dont sa mère a été victime. Le fait qu'elle ait été une prostituée sans défense dont le meurtre n'ait pas été élucidé avant son intervention, une personne faisant partie de ces innombrables oubliés de la ville de Los Angeles, a sans doute construit sa détermination à résoudre toutes les énigmes de meurtres qui se présentent à lui, le poussant à travailler de son propre chef sur des affaires non résolues durant sa période de retraite. Harry Bosch a selon lui  une « mission », celle de « parler au nom des morts ». Ce jusqu'au-boutisme le met régulièrement en décalage avec ses équipiers et sa hiérarchie, avec qui il a des relations souvent houleuses, et le pousse à prendre des risques que les autres ne prennent pas. Rien ni personne ne peut l'arrêter quand il est sur une affaire quels que soient les intérêts « supérieurs » en jeu (intérêts politiques, de la municipalité, de la police, etc) . Très attaché à la « mission », il rempile dans la police après une période de retraite, grâce à un contrat spécifique réservé aux détectives expérimentés.
Assez solitaire et secret, il connaît pourtant l'importance du travail en équipe, même s'il lui arrive parfois de tenir ses équipiers à l'écart, voulant faire le travail lui-même. Il aime décider, agir et sentir l'adrénaline dans ses veines. Rétif à la paperasse inhérente aux affaires policières, il confie volontiers à ses équipiers tout ce qui est travail de rédaction. Il est méticuleux et quand il reprend une affaire ou étudie un cold case, il relit plusieurs fois attentivement « le livre du crime », le classeur où sont consignés tous les détails de l'affaire. Il est convaincu que la clé des énigmes se trouve dans le livre du crime. C'est à la fois un homme d'action et de dossiers.
Il connait très bien Los Angeles, qui est un personnage à part entière des romans. Il a choisi d'habiter une maison sur pilotis sur Woodrow Wilson Drive, dans les collines d'Hollywood, sur la terrasse de laquelle il domine la ville. L'argent pour acquérir cette maison lui est venu d'une mission ponctuelle qu'il a effectuée en tant que conseiller technique pour une mini-série télé, racontant son travail d'enquêteur dans une affaire de tueur en série. 
Intransigeant et obsessionnel, il n'hésite pas, quand il juge que c'est juste ou nécessaire pour découvrir la vérité, à passer outre aux règles de la police. Pour autant il se maîtrise et n'exerce pas de violence gratuite. Il n'aime pas la trahison, le désintérêt de ses collègues pour leur travail, les manigances politiciennes de sa hiérarchie qui l'éloignent de sa mission. Il est pour la peine de mort (alors que son créateur est contre). Sa compassion va exclusivement aux victimes, même s'il peut occasionnellement s'interroger  sur le fait que leurs bourreaux aient pu aussi être des victimes en amont.
Harry Bosch est un flic à l'ancienne. Il ne se précipite pas sur les progrès techniques qui pourraient faciliter son travail. Par exemple, dans quelques romans, il ne sait pas envoyer de mails ou faire une recherche sur Internet quand ses équipiers (et sa fille) le font déjà.

« Il est simplement sceptique. Il pense qu'on ne devrait pas être obnubilé par la technologie et oublier tout le reste. En tant que flic, il a grandi avec des valeurs qui viennent d'une autre époque où l'on s'appuyait sur l'instinct. Et de l'instinct, Harry en a à revendre ! »

— Michael Connelly
Cependant, dans les romans plus récents, Harry Bosch améliore ses compétences dans l’utilisation des nouvelles technologies. S’il est loin d’en être un spécialiste, il les maîtrise suffisamment pour l’aider dans ses enquêtes.

## Armement de Harry Bosch au sein du LAPD
Très documenté, Michael Connelly a choisi pour Harry Bosch des armes de poing en dotation dans les rangs du LAPD. L'arme de service de Bosch fut longtemps un pistolet automatique S&W 5906 (calibre 9 mm). Son arme personnelle, conservée à son domicile, est un HK P7 (de même calibre). En tant que détective privé ( notamment dans Los Angeles River), il porte son choix sur un Glock 27 (calibre 10 mm).

## Œuvres où le personnage apparaît

### Romans
1. Les Égouts de Los Angeles, Éditions du Seuil, 1993 ((en) The Black Echo, 1992  (ISBN 0-316-15361-3)), trad. Jean Esch, 362 p.  (ISBN 0-316-15361-3)Dans lequel Harry enquête sur la mort d'un toxicomane qu'il reconnaît comme un ancien rat de tunnel avec qui il a été au Viêt Nam
2. La Glace noire, Éditions du Seuil, 1995 ((en) The Black Ice, 1993  (ISBN 0-316-15382-6)), trad. Jean Esch, 377 p.  (ISBN 2-02-020706-0)Dans lequel Harry enquête sur le suicide d'un de ses collègues
3. La Blonde en béton, Éditions du Seuil, 1996 ((en) The Concrete Blonde, 1994  (ISBN 0-316-15383-4)), trad. Jean Esch, 368 p.  (ISBN 2-02-022652-9)Dans lequel Harry enquête sur le tueur en série surnommé « dollmaker » du fait de son goût macabre à maquiller ses victimes
4. Le Dernier Coyote, Éditions du Seuil, 1999 ((en) The Last Coyote, 1995  (ISBN 0-316-15390-7)), trad. Jean Esch, 377 p.  (ISBN 2-02-028534-7)Dans lequel Harry enquête sur la mort de sa mère
5. Le Cadavre dans la Rolls, Éditions du Seuil, 1998 ((en) Trunk Music, 1997  (ISBN 0-316-15244-7)), trad. Jean Esch  (ISBN 2-02-031180-1)Dans lequel Harry se rend à Las Vegas pour enquêter sur la mort d'un producteur retrouvé dans le coffre de sa voiture
6. L'Envol des anges, Éditions du Seuil, 2000 ((en) Angels Flight, 1999  (ISBN 0-316-15219-6)), trad. Jean Esch, 352 p.  (ISBN 2-02-035165-X)Dans lequel Harry enquête sur la mort d'un célèbre avocat noir assassiné dans le funiculaire Angels Flight
7. L'Oiseau des ténèbres, Éditions du Seuil, 2001 ((en) A Darkness More Than Night, 2001  (ISBN 0-316-15407-5)), trad. Robert Pépin, 405 p.  (ISBN 2-02-044460-7)Dans lequel apparaissent également Terry McCaleb qui soupçonne Harry de meurtre et Jack McEvoy
8. Wonderland Avenue, Éditions du Seuil, 2002 ((en) City of Bones, 2002  (ISBN 0316154059)), trad. Robert Pépin, 338 p.  (ISBN 2-02-052437-6)Dans lequel Harry enquête sur le meurtre d'un enfant mort il y a 20 ans dont on retrouve les restes sur une colline
9. Lumière morte, Éditions du Seuil, 2003 ((en) Lost Light, 2003  (ISBN 0-316-15460-1)), trad. Robert Pépin, 385 p.  (ISBN 978-2-020-68540-5)Dans lequel Harry enquête sur un braquage aux ramifications complexes
10. Los Angeles River, Éditions du Seuil, 2004 ((en) The Narrows, 2004  (ISBN 0-316-15530-6)), trad. Robert Pépin, 395 p.  (ISBN 978-2-020-81350-1)Dans lequel Harry, en enquêtant sur la mort de Terry Mcaleb, se trouve aux prises avec le célèbre tueur en série Le Poète (autre livre de Connelly, où apparaît Rachel Walling du FBI)
11. Deuil interdit, Éditions du Seuil, 2005 ((en) The Closers, 2005  (ISBN 0-316-73494-2)), trad. Robert Pépin  (ISBN 978-2-020-66274-1)Où Harry, de retour au LAPD, se trouve confronté au meurtre d'une jeune fille et aux analyses ADN
12. Echo Park, Éditions du Seuil, 2007 ((en) Echo Park, 2006  (ISBN 0-7528-6584-6)), trad. Robert Pépin, 361 p.  (ISBN 978-2-020-86091-8)
13. À genoux, Éditions du Seuil, 2008 ((en) The Overlook, 2007  (ISBN 0-316-01895-3)), 288 p.  (ISBN 978-2-757-81379-9)Dans lequel Harry se retrouve confronté à un vol de matière radioactive et résout l'énigme en un peu plus de douze heures
14. Le Verdict du plomb, Éditions du Seuil, 2009 ((en) The Brass Verdict, 2008  (ISBN 0-316-16629-4)), trad. Robert Pépin, 525 p.  (ISBN 978-2-757-81762-9)Dans lequel Harry apparaît en tant que personnage secondaire, enquêtant sur la mort d'un avocat dont Mickey Haller prend la succession
15. Les Neuf Dragons, Éditions du Seuil, 2011 ((en) 9 Dragons, 2009  (ISBN 978-0-316-07104-8)), trad. Robert Pépin, 471 p.  (ISBN 978-2-757-82830-4)Où Harry se lance sur la piste des triades chinoises et se rend jusqu'à Hong Kong pour tenter de sauver sa fille Madeline
16. Volte-face, Calmann-Lévy, 2012 ((en) The Reversal, 2010  (ISBN 978-0-316-06948-9)), trad. Robert Pépin, 440 p.  (ISBN 978-2-702-14153-3)
17. Le Cinquième Témoin, Calmann-Lévy, 2013 ((en) The 5th Witness, 2011  (ISBN 978-0-316-06935-9)), trad. Robert Pépin, 478 p.  (ISBN 978-2-702-14154-0)Roman du cycle Mickey Haller dans lequel Bosch fait une brève apparition.
18. Ceux qui tombent, Calmann-Lévy, 2014 ((en) The Drop, 2011  (ISBN 978-0-316-21455-1)), trad. Robert Pépin, 396 p.  (ISBN 978-2-702-14155-7)Dans lequel Harry est confronté à deux enquêtes dont l'une porte sur la mort du fils d'un influent conseiller municipal
19. Dans la ville en feu, Calmann-Lévy, 2015 ((en) The Black Box, 2012  (ISBN 978-0-316-06943-4)), trad. Robert Pépin, 400 p.  (ISBN 978-2-702-14156-4)Dans lequel Harry enquête sur un meurtre commis pendant les émeutes de 1992 à Los Angeles
20. Mariachi Plaza, Calmann-Lévy, 2016 ((en) The Burning Room, 2014  (ISBN 978-0-316-22593-9)), trad. Robert Pépin, 432 p.  (ISBN 978-2-702-15650-6)
21. Jusqu'à l'impensable, Calmann-Lévy, 2017 ((en) The Crossing, 2015  (ISBN 978-0-316-22588-5)), trad. Robert Pépin, 400 p.  (ISBN 978-2-702-15651-3)Dans lequel apparaît Mickey Haller
22. Sur un mauvais adieu, Calmann-Lévy, 2018 ((en) The Wrong Side of Goodbye, 2016  (ISBN 978-0-316-22594-6)), trad. Robert Pépin, 450 p.  (ISBN 978-2-702-15652-0)Dans lequel apparaît Mickey Haller
23. Une vérité à deux visages, Calmann-Lévy, 2019 ((en) Two Kinds of Truth, 2017  (ISBN 978-0-316-22590-8)), trad. Robert Pépin, 432 p.  (ISBN 978-2-702-15694-0)
24. Nuit sombre et sacrée, Calmann-Lévy, 2020 ((en) Dark Sacred Night, 2018  (ISBN 978-0-316-48480-0)), trad. Robert Pépin, 432 p.  (ISBN 978-2-702-16631-4)Dans lequel Harry Bosch est associé à Renée Ballard
25. Incendie nocturne, Calmann-Lévy, 2020 ((en) The Night Fire, 2019  (ISBN 978-0-316-48561-6)), trad. Robert Pépin, 468 p.  (ISBN 978-2-702-16632-1)Dans lequel Harry Bosch est associé à Renée Ballard
26. Les Ténèbres et la Nuit, Calmann-Lévy, 2022 ((en) The Dark Hours, 2021  (ISBN 978-0-316-48564-7)), trad. Robert Pépin, 450 p.  (ISBN 978-2-702-16634-5)Dans lequel Harry Bosch est associé à Renée Ballard
27. L'Étoile du désert, Calmann-Lévy, 2023 ((en) Desert Star, 2022  (ISBN 978-0-316-48565-4)), trad. Robert Pépin, 416 p.  (ISBN 978-2-702-16635-2)Dans lequel Harry Bosch est associé à Renée Ballard
28. Sans l'ombre d'un doute, Calmann-Lévy, 2024 ((en) Resurrection Walk, 2023  (ISBN 978-0-316-56376-5)), trad. Robert Pépin, 380 p.  (ISBN 978-2-702-18903-0)Dans lequel apparaît Harry Bosch.
29. À qui sait attendre, Calmann-Lévy, 2025 ((en) The Waiting, 2024  (ISBN 978-0-316-56379-6)), trad. Robert Pépin, 480 p.  (ISBN 978-2-702-18904-7)Dans lequel Harry Bosch est associé à Renée Ballard

#### Autres romans
Le personnage apparait dans d'autres romans de l'auteur comme Darling Lilly (2002), ainsi que dans plusieurs opus de la série mettant en scène Mickey Haller.

### Séries télévisées
Une adaptation télévisée intitulée Harry Bosch (Bosch en VO) a été réalisée aux États-Unis avec Titus Welliver dans le rôle titre. Comptant 7 saisons, elle a été diffusée de 2014 à 2021. Une série dérivée la prolonge à partir de 2022 sous le titre de Bosch: Legacy, dont le héros est toujours incarné par Titus Welliver. Celle-ci s'arrête en 2025 et est suivie de Ballard, centrée sur Renée Ballard.